# 三郷県
三郷県（さんきょう-けん）は中華人民共和国雲南省にかつて存在した県。現在の文山チワン族ミャオ族自治州丘北県北部に相当する。
1593年（万暦21年）、明朝により設置された三郷城を前身とする。清代になると1669年（康熙8年）に県が設置されたが、翌年に廃止された。